# Biblioteca di Scienze, Università degli Studi di Firenze
La Biblioteca di scienze è una delle cinque Biblioteche di area del Sistema Bibliotecario di Ateneo dell'Università degli Studi di Firenze e si articola in cinque sedi:
- Antropologia. Creata nel 1871 da Paolo Mantegazza, la raccolta è stata arricchita da successive donazioni di istituti scientifici e contributi della Società italiana di antropologia ed etnologia. Nel 1924 gli eredi donarono il fondo Mantegazza al Museo di Antropologia, eccetto circa 500 volumi che lasciarono alla biblioteca. Dal 1986, a seguito di una convenzione, la biblioteca conserva anche i volumi della Società italiana di ecologia umana. Complessivamente la collezione è costituita da circa 15 000 libri e 900 periodici.
- Botanica. Istituita nel 1842, quando per iniziativa di Filippo Parlatore vennero fondati l'Istituto e il Museo botanico. Possiede, oltre al materiale didattico e specialistico corrente, le raccolte della Società botanica italiana, il fondo antico donato alla metà dell'800 dal botanico inglese Philip Barker Webb e i manoscritti del botanico fiorentino Pier Antonio Micheli. Sono inoltre conservati presso la biblioteca alcuni fondi archivistici contenenti vario materiale (corrispondenza, manoscritti, fotografie, disegni) pervenuti per lascito di vari botanici, quali ad esempio Odoardo Beccari, Stefano Sommier ed Emilio Levier. Complessivamente la collezione è costituita da: 18 500 libri e circa 1 300 appartenenti alla Società Botanica Italiana, 1 654 periodici e 751 appartenenti alla Società Botanica Italiana.
- Geomineralogia. Fondata nel 1870, è stata integrata amministrativamente nel 1979 con la biblioteca dell'ex Istituto di mineralogia, petrografia e geochimica ed è rimasta suddivisa nelle due sezioni di Geologia e Mineralogia fino all'ottobre 2000, quando è stata riunificata anche fisicamente nei locali della sezione di Geologia e Paleontologia. Conserva diverse miscellanee, un consistente fondo antico e circa 2 700 carte geologiche e geografiche. Complessivamente la collezione è costituita da: 15 000 libri, 887 periodici, di cui 122 in continuazione.
- Matematica.  La collezione nasce nel 1927, grazie al professore Giovanni Sansone, fondatore della Biblioteca dell'Istituto matematico Ulisse Dini, divenuta nel 1999 parte della Biblioteca di Scienze. I primi nuclei documentari provengono dall'acquisizione della biblioteca privata dello stesso Dini e da una serie di importanti donazioni: Finaly-Landau, Edgardo Ciani, Arturo Maroni, Bruto Caldonazzo. Nel marzo 1963 la Biblioteca, insieme all'Istituto, fu collocata nell'attuale sede, dopo essere stata precedentemente sistemata prima nei locali di piazza S. Marco, poi in via degli Alfani.  La biblioteca possiede anche un fondo antico denominato Donazione Toja del 1934 con opere rare del Seicento e Settecento, cui si è aggiunta nel 1988 la Donazione Procissi, comprendente monografie dei secoli 18.-20. Possiede inoltre una ampia documentazione miscellanea. Complessivamente la collezione è costituita da: 31 600 libri, 1 093 periodici, di cui 189 in continuazione.
- Polo scientifico. Costituita nel 2001, accogliendo le collezioni provenienti dalle ex-biblioteche di Fisica (Arcetri) e di Chimica (via Capponi) e dai fondi librari della Sezione di Fisica Superiore (Santa Marta) e del Dipartimento di Chimica (via Maragliano), conserva pure le riviste di provenienza dal Dipartimento di Scienze Farmaceutiche. Dal 2014 si è aggiunto anche il fondo librario della sezione di Astronomia conservato dal 2002 presso il Dipartimento di Fisica-Sezione di Astronomia all'interno l'Istituto Garbasso, presso Arcetri e collocato fino al 2001 presso la Biblioteca dell'Osservatorio di Arcetri. Per Comodato, la raccolta di libri e riviste antichi dell'Istituto di fisica è collocata presso il Museo Galileo (ex Museo di storia della Scienza). Nel 2016 la sede del Polo Scientifico si è ulteriormente arricchita grazie al trasferimento dell’intera biblioteca di Biologia animale già collocata nella sede del Museo di storia naturale sezione di zoologia La Specola (Palazzo Torrigiani), il cui nucleo più antico è legato alla fondazione del Regio Museo di storia naturale (1775) e proviene dalla Biblioteca Palatina. Complessivamente la collezione della biblioteca del Polo Scientifico è costituita da: 66 000 libri, 3 431 periodici, di cui 434 in abbonamento.

## Fondi librari

### Fondi di Antropologia

#### Fondo Brunetto Chiarelli
Brunetto Chiarelli, docente di antropologia all'Università di Firenze, ha lasciato alla sede di Antropologia circa 3 200 volumi. Oltre a pubblicazioni a carattere antropologico, sono presenti argomenti come genetica, preistoria, primatologia, ecologia, paleontologia. I volumi sono inviati per recensione sui periodici di cui lo studioso è editore. Il fondo librario è collocato a sé e totalmente catalogato.

#### Fondo Paolo Mantegazza
Fondo donato dalla famiglia di Paolo Mantegazza nel 1924, contiene 2 797 lettere, circa 8 000 carte di lezioni, 533 volumi, un numero imprecisato di diplomi e ritagli di quotidiani contenuti in buste. Le lettere e le lezioni (datate 1870-1910) sono trascritte, solo le lettere sono inventariate. I diplomi sono costituiti per lo più da onorificenze inviate al Mantegazza; i ritagli di quotidiani comprendono suoi articoli e necrologi in suo onore.

#### Fondo della Società italiana di antropologia e etnologia
Il fondo raccoglie circa 2 000 volumi, 7 000 estratti e opuscoli rilegati in 350 volumi, 691 periodici. In comodato presso la biblioteca dal 1985, si è formato a partire dal 1871, data di fondazione della Società italiana di antropologia e etnologia ad opera di Paolo Mantegazza. Comprende pubblicazioni di soggetto antropologico e etnologico e materiale miscellaneo di soggetto psicologico, anatomico, paletnologico, zoologico, biologico, biografico.

#### Fondo libri antichi e rari di Antropologia
Il fondo, per un totale di 420 volumi donati e acquistati da Paolo Mantegazza, comprende 32 cinquecentine, 72 volumi del '600 e 90 del '700; circa 40 provenienti dalla Biblioteca Palatina. Include pubblicazioni di soggetto anatomico, fisiognomico, antropologico tra i libri più antichi anche di chiromanzia, metoscopia, etnologia.

#### Miscellanea generale di Antropologia
La miscellanea contiene circa 2 500 estratti e opuscoli rilegati in 80 volumi,  datati dalla seconda metà del secolo XIX, rilegati fino agli anni Settanta per argomento, e in seguito per ordine di arrivo. Oltre all'antropologia fisica e all'etnologia, la miscellanea comprende lavori di zoologia, paletnologia e biologia.

### Fondi di Botanica

#### Biblioteca della Società Botanica italiana
La Società botanica italiana, dal 1923 ha in deposito presso la Biblioteca di botanica il proprio patrimonio documentario che riceve, in dono o per scambio da parte di istituzioni analoghe di tutto il mondo. Il fatto che molti dei periodici e delle monografie ricevuti non utilizzano i normali percorsi di commercializzazione conferisce un carattere unico, almeno per l'Italia, alla raccolta, costituita da oltre 1 600 volumi, 4 000 estratti riuniti in 135 scatole e 650 periodici totali.

#### Biblioteca di Philip Barker Webb
L'imponente biblioteca, donata dal naturalista inglese Philip Barker Webb, comprende circa 2 500 volumi, oltre a 2 incunaboli, oltre 80 volumi del XVI secolo, oltre 120 volumi del XVII secolo, oltre 700 volumi del XVIII secolo, in buona parte catalogato. Una parte di questi sono catalogati in Opac, il resto ha schede catalografiche cartacee.

#### Miscellanea di Botanica
Collezione composta da estratti e da opuscoli (circa 10 000 rilegati in 280 volumi), iniziata nel 1906 e in continuazione. I singoli estratti, di soggetto prevalentemente botanico, sono acquisiti per dono.

#### Miscellanea Eleonora Francini
Eleonora Francini (1904-1984), laureata in scienze naturali a Firenze nel 1926, ottenne la libera docenza in botanica a Pisa dal 1932 e lì insegnò fino al 1939. Dal 1940 occupò la cattedra di botanica presso l'Università di Bari e dal 1961 presso l'Università di Firenze. La sua miscellanea, dono della famiglia Corti [1990], comprende circa 6 000 estratti e opuscoli di soggetto prevalentemente botanico, rilegati in 123 volumi.

### Fondi di Geomineralogia

#### Fondo antico e rari
Il fondo (circa 360 volumi, più 7 manoscritti) contiene testi a stampa di geologia, paleontologia, geografia e scienze naturali, dizionari. Sono presenti anche alcuni volumi dal 1500 al 1700, manoscritti (1739-1847) di lezioni di geologia, 1 volume di tavole e materiali preparatori all' Index testarum conchyliorum quae adservantur in museo N. Gualtieri, 1742 e Catalogus animalium musaei sui di Giovanni Targioni Tozzetti.

#### Miscellanea Igino Cocchi
La miscellanea comprende circa 7 scatole e volumi dono di vari docenti dell'Istituto, che contengono estratti e opuscoli dello stesso Igino Cocchi prevalentemente di soggetto geopaleontologico; manoscritti di Igino Cocchi, Ottaviano Andreucci, Enrico Hillyer Giglioli, Guglielmo Jervis, Alessandro Spada e Domenico Zaccagna.

#### Miscellanea Guido Carobbi
Guido Carobbi (1900-1983), laureato in chimica nel 1922 presso l'Università di Firenze, vi insegnò dal 1939 fino al 1975, dopo vari incarichi di docenza in diverse città italiane. La sua miscellanea, donata intorno al 1975, è composta da circa 5 170 estratti e opuscoli rilegati in volumi di soggetto mineralogico, ma anche chimico, geologico, economico-politico.

#### Miscellanea Guido Carobbi e allievi
Alla miscellanea Guido Carobbi, sempre intorno al 1975, si aggiunsero 166 estratti e opuscoli rilegati in 2 volumi di soggetto mineralogico, petrografico, geochimico pubblicati anche dai suoi allievi (1922-1954).

#### Miscellanea di Geologia
La miscellanea generale di geologia comprende circa 20 000 estratti e opuscoli di soggetto geopaleontologico, museologia e presenta anche numerosi necrologi. I singoli estratti sono acquisiti per dono.

#### Miscellanea di Mineralogia
La miscellanea di mineralogia comprende le pubblicazioni dei docenti dell'Istituto di soggetto mineralogico, cristallografico, geochimico, ma anche geologico e paleontologico. È costituita da circa 9 000 estratti e opuscoli.

### Fondi di Matematica

#### Biblioteca Ulisse Dini
La Biblioteca del senatore e matematico Ulisse Dini fu acquistata da Giovanni Sansone, suo allievo alla Scuola Normale di Pisa, alla fine degli anni '20 del XX sec. Composta da circa 350 libri è in buono stato di conservazione.  Quasi la metà dei volumi riportano la firma autografa di Dini sul frontespizio o dediche allo stesso da parte di autori e colleghi. Di Dini si conservano anche alcune carte e circa 6 000 opuscoli di Miscellanea.

#### Fondi librario Edgardo Ciani
Edgardo Ciani, normalista, docente a Pisa e in altre Università, compresa l'Università di Firenze dal 1925 al 1935, con testamento donò nel 1942 alla Biblioteca 242 opere e una consistente miscellanea di circa 3 900 unità.

#### Fondo librario Finaly-Landau
Oltre 600 volumi di argomento matematico, pubblicati fra il XIX e la prima parte del XX sec., che componevano la Biblioteca Landau Finaly, costituita nella villa alla Pietra oggi sede dell'Università di Parigi, furono donati dagli eredi della famiglia Finaly nel 1931 alla Biblioteca di matematica. Dal 1872 il barone Horace de Landau si concentrò sulla formazione di una della biblioteche private più ricche di volumi (circa 60 000), che richiese la gestione da parte di veri e propri bibliotecari, tra cui Rudolf Blum, in servizio presso la villa tra il 1936 e il 1943, che ha lasciato diversi ricordi della sua esperienza. I volumi nel corso del Novecento si dispersero in varie sedi: un nucleo prezioso fu lasciato al Comune di Firenze,  che lo depositò presso la Biblioteca Nazionale Centrale nel 1949. I volumi conservati presso la Biblioteca di matematica potrebbero essere parte della “sottobiblioteca” scientifica voluta dal pronipote Horace Finaly, appassionato di matematica. I libri riportano il timbro "Donazione Finaly" e alcuni recano pure tracce lasciate dal fuoco, segno di incendio.

#### Fondo librario Nicolas Minorsky
Nicolas Minorsky, ingegnere meccanico, dopo il pensionamento dalla Stanford University,  lavorò a Firenze con Roberto Conti e Giovanni Sansone e nel 1969 donò alla Biblioteca di matematica circa 172 volumi e 603 estratti miscellanei, catalogati su catalogo cartaceo.

#### Fondo librario Regio Istituto Superiore di Magistero
Nel 1937, con la soppressione della sezione scientifica della Facoltà di Magistero, 190 volumi acquisti di Agostino Grandi, direttore della Scuola, vennero presi in carico dalla Biblioteca di matematica.  Molti testi riportano il timbro R.I.S.M. (Regio Istituto [femminile] Superiore di Magistero) e vecchie collocazioni; alcuni sono doni della vedova di Giacomo Filippo Airoli direttore della scuola normale femminile, come indica la dedica o la firma autografa della stessa sui volumi.

#### Fondo librario Angiolo Procissi
Il fondo si è creato nel 1988 con 2 200 volumi (di cui più di 530 riportano manoscritto l'”Ex-libris Iohannis Sansone” e un quarto almeno dediche manoscritte a Sansone da parte di colleghi e matematici), varie carte e una miscellanea (consistente in circa 4 300 unità)  posseduti e prodotti da Angiolo Procissi, che ebbe Giovanni Sansone come maestro e come relatore di tesi nel 1930.

#### Fondo librario Guido Toja
La donazione si deve alla generosità di Guido Toja  ingegnere dal 1893, docente di matematica finanziaria alla Bocconi, di matematica finanziaria e attuariale nella Facoltà di Economia e commercio fiorentina. Nel 1936 fu formalmente accettato il legato testamentario con cui Toja lasciava 2 300 volumi, numerosi periodici e una miscellanea di 2 700 opuscoli, oltre ad un fondo per l'incremento della collezione. Un nucleo della biblioteca proveniva dalla biblioteca di Corrado Segre, come attestano alcune dediche manoscritte a Segre.

#### Miscellanea Bruto Caldonazzo
La miscellanea è formata da circa 2 350 estratti che Bruto Caldonazzo, fisico e matematico, ha lasciato in dono alla Biblioteca di matematica.

#### Miscellanea generale di matematica
La miscellanea generale proveniente dalla Biblioteca Dini e da doni diversi, divisa per argomento, Analisi, Geometria, Fisica, comprende circa 5 500 opuscoli ed estratti, ed è segnata nel Registro Inventariale del 1930.

### Fondi del Polo scientifico

#### Fondo antico di Biologia animale
Proviene dalle collezioni degli Istituti di Anatomia comparata e di Zoologia, la fusione dei cui fondi ha dato vita nel 1977 alla Biblioteca di Biologia animale, e dal Museo Zoologico La Specola, il cui patrimonio librario è gestito dalla medesima biblioteca. Comprende circa 4000 volumi pubblicati tra il XVI e il XIX secolo di vario argomento naturalistico, prevalentemente zoologico, tra cui 26 cinquecentine, oltre 70 volumi del sec. XVII, oltre 400 volumi del sec. XVIII.

#### Fondo librario Giorgio Piccardi
Il fondo comprende 187 volumi a stampa e 4 volumi rilegati di pubblicazioni di Giorgio Piccardi, allievo di Ugo Schiff che a causa del conflitto bellico interruppe i suoi studi, riusciti poi a terminare nel 1921. Insegnò chimica fisica prima a Genova e in seguito a Firenze, dal 1945.

#### Fondo librario Ugo Schiff
Il fondo è costituito da 120 volumi appartenuti a Ugo Schiff, datati tra il 1805 e il 1914, la maggior parte riguardanti la chimica organica e la chimica teorica. Nel fondo sono conservate anche alcuni testi dello stesso Schiff;  tre volumi di appunti delle lezioni raccolti da Andrea Torricelli nel 1897; circa duecento articoli usciti tra il 1857 e il 1911 su varie riviste italiane, tedesche e francesi. Il fondo raccoglie inoltre circa mille estratti, molti dei quali sono stati rilegati in 95 volumi miscellanei nel corso degli anni Settanta, ordinati in ordine alfabetico per autore. Tra il materiale lasciato da Schiff si trovano infine alcuni registri delle sue lezioni (1878-1911),  tesi di laurea e un quadernetto con i conti degli Istituti chimici dal 1876 al 1903. La Collezione Schiff, costituita da strumenti scientifici e documenti, disegni, fotografie è ospitata dalla sezione di Chimica del Museo di storia naturale dell'Università di Firenze.

#### Fondo librario Giovanni Speroni
La donazione, effettuata dagli eredi di Giovanni Speroni, docente di Chimica presso l'Università di Firenze, comprende 139 volumi appartenuti alla "Biblioteca degli Istituti Chimici", di cui riportano il timbro assieme a quello della donazione.

#### Fondo librario Adolfo Targioni Tozzetti
Il fondo librario Adolfo Targioni Tozzetti, in origine assai più ampio, a seguito di una dispersione avvenuta nel corso del secolo XX è confluito in parte nel fondo antico della Biblioteca di Biologia Animale, a sua volta confluita nel 2016 nella collezioni della Biblioteca del Polo Scientifico. Il fondo consta di oltre 500 volumi, dei quali circa 100 risultano rilegati, tutti appartenuti ai vari membri della famiglia Targioni Tozzetti. In particolare, le miscellanee rilegate, raccolte da Adolfo Targioni Tozzetti, comprendono circa 3 500 opuscoli ed estratti dei secc. XVIII-XIX riguardanti le varie branche delle scienze naturali; ciascun volume è corredato da un indice manoscritto. Particolarmente interessanti le monografie del sec. XIX, relative a diverse discipline, dalle scienze naturali alla medicina alla letteratura. Il fondo librario è strettamente collegato con l’omonimo fondo archivistico, assieme al quale è confluito nel patrimonio della Biblioteca del Polo Scientifico.

#### Miscellanea Nello Beccari-Emanuele Padoa
Il materiale è un lascito effettuato presumibilmente nel 1959. Comprende, in 40 cassette e 16 scatole, circa 15 600 estratti del sec. XX di biologia, anatomia, embriologia, in parte ordinati alfabeticamente per autore. La miscellanea si presenta unificata per volontà dei due studiosi che l'hanno donata alla biblioteca: Nello Beccari (1883-1957), figlio di Odoardo docente di Anatomia comparata presso l'Università di Firenze, direttore del "Monitore zoologico italiano" e dell'"Archivio italiano di anatomia e embriologia"; Emanuele Padoa (1905-1980)  dal 1954 direttore dell'Istituto di Anatomia comparata.

#### Miscellanea Odoardo Beccari
Il materiale archivistico relativo all'attività di Odoardo Beccari è conservato nella sede di Botanica, ed è composto da oltre 700 estratti e opuscoli del sec. XIX di argomento zoologico, raccolti in circa 20 cartelle.

#### Miscellanea Davide Carazzi
Curata da Davide Carazzi, la raccolta comprende circa 2 600 estratti dei secc. XIX-XX, raccolti in 46 cartelle, riguardanti prevalentemente la zoologia, con particolare attenzione per l'anatomia degli Invertebrati.

#### Miscellanea Filippo Cavazza
Gli eredi di Filippo Cavazza donarono i documenti all'Istituto di Zoologia nel 1953. La raccolta comprende 26 cartelle numerate progressivamente e 4 volumi rilegati e numerati da 27 a 30, contenenti oltre 1 000 opuscoli ed estratti del sec. XX di argomento prevalentemente zoologico.

#### Miscellanea Giuseppe Colosi
Dono di Giuseppe Colosi all'Istituto di Zoologia effettuato nel 1975, comprende circa 9.400 estratti ed opuscoli del sec. XX relativi alla biologia e alla zoologia, raccolti in 120 cartelle. È quanto rimane di una collezione originaria di dimensioni più ampie, parte della quale è confluita nella Miscellanea generale.

#### Miscellanea Ludovico Di Caporiacco
Dono degli eredi di Ludovico Di Caporiacco all'Istituto di Zoologia, accessionato nel 1953, comprende circa 2.500 estratti e opuscoli, raccolti in 47 cartelle, del sec. XX, di vari argomenti naturalistici, con un consistente nucleo di aracnologia.

#### Miscellanea generale di Biologia animale
La miscellanea è  costituita in gran parte da estratti di pubblicazioni scientifiche di argomento zoologico, risalenti al periodo tra la seconda metà del XVIII e la fine del XX secolo. La raccolta è il frutto dello scambio e della collaborazione scientifica tra gli studiosi degli Istituti della Specola e i loro colleghi italiani e stranieri. La parte più consistente della miscellanea proviene da varie donazioni prese in carico prevalentemente tra il 1954 e il 1961 dall'Istituto di Zoologia, ma comprende anche nuclei originari dell'Istituto di Anatomia comparata, del Museo Zoologico La Specola, nonché della Società entomologica italiana. Comprende 19.445 estratti e opuscoli dei secc. XIX-XX, di argomento prevalentemente biologico e zoologico, raccolti in 284 cartelle. La raccolta originaria comprendeva 267 cartelle, contenenti oltre 11 500 pezzi; il rimanente materiale è pervenuto alla Biblioteca di Biologia animale tra il 1977, anno della sua costituzione, e il 1998.

#### Miscellanea Leopoldo Granata
Leopoldo Granata (1885-1940) fu a Firenze dal 1908 al 1925 e nuovamente dal 1936, con l'incarico di direttore dell'Istituto di Zoologia dell'Università. La sua miscellanea comprende circa 3.000 estratti prevalentemente del sec. XX, relativi soprattutto all'istologia, raccolti in 51 cartelle.

#### Miscellanea Benedetto Lanza
Dono di Benedetto Lanza, la raccolta iniziata nel 1995, in incremento,  consiste in almeno 236 scatole contenenti 17 125 estratti e opuscoli del sec. XX di argomento prevalentemente zoologico. Catalogato su scheda (il catalogo e la parte erpetologica della miscellanea sono consultabili presso il Museo Zoologico La Specola).

#### Miscellanea Pio Mingazzini
Pio Mingazzini (1864-1905) è stato docente di Zoologia degli Invertebrati presso l'Istituto di studi superiori di Firenze dal 1903. La sua miscellanea è composta da 68 volumi rilegati e 2 pacchi di fascicoli sciolti. I volumi sono divisi in 3 serie, rispettivamente di 18, 40 e 10 pezzi, quasi tutti corredati da indici manoscritti; il terzo gruppo proviene da una collezione originaria costituita da almeno 55 volumi rilegati. Comprende oltre 2 000 opuscoli ed estratti dei secc. XIX-XX di argomento zoologico e medico.

#### Miscellanea Leo Pardi
La miscellanea, dono non formalizzato di Leo Pardi risalente al 1990, comprende oltre 4 000 estratti, opuscoli e volumi del sec. XX, prevalentemente di zoologia degli Invertebrati, raccolti in circa 110 cartelle. La collezione ha subito vari smembramenti nel corso degli anni; una parte di essa è presumibilmente confluita nella Miscellanea generale.

#### Miscellanea Daniele Rosa
Daniele Rosa (1857-1944) ha insegnato Zoologia e anatomia degli invertebrati presso l'Istituto di studi superiori di Firenze dal 1905 al 1917. La miscellanea, raccolta in 141 cartelle, è suddivisa in due serie, contenenti complessivamente circa 4.000 opuscoli ed estratti del sec. XX relativi prevalentemente alla biologia, all'evoluzione e alla sistematica degli Anellidi. In ciascuna serie i testi sono ordinati alfabeticamente per autore.

#### Miscellanea Iginio Sciacchitano
Iginio Sciacchitano (1897-1968), dopo la laurea a Cagliari in scienze naturali prima (1921) e in chimica farmaceutica poi (1926), insegnò come assistente del professore Daniele Rosa all'Università di Modena e dal 1941 fu libero docente di Zoologia a Firenze. La sua miscellanea (7 cartelle e circa 200 fascicoli sciolti) comprende oltre 600 estratti del sec. XX di argomento zoologico.

#### Miscellanea Angelo Senna
Angelo Senna (1866-1952) svolse la sua attività scientifica interamente a Firenze, presso l'Istituto di studi superiori e il Museo Zoologico la Specola. La miscellanea conservata (75 cartelle e alcuni fascicoli sciolti) comprende circa 3 000 estratti dei secc. XIX-XX riguardanti soprattutto la zoologia, con particolare attenzione ai Chirotteri e ai Coleotteri.

## Fondi archivistici

### Archivi di Botanica

#### Pasquale Baccarini
L'archivio è formato dai carteggi di Pasquale Baccarini donati nel 1948 dalla famiglia. Comprende 15 fra pacchi e buste di corrispondenza e appunti manoscritti di argomento botanico (funghi e malattia della vite) e istituzionale (Ist. superiore di studi di Firenze, registri didattici e appunti di lezioni), circa 4 000 estratti di soggetto in prevalenza biologico e in parte rilegati in 115 volumi.

#### Odoardo Beccari
Comprende abbondante materiale, una parte del quale donato dagli eredi di Odoardo Beccari: carteggi, manoscritti, taccuini, materiale preparatorio per pubblicazioni, disegni, miscellanea di soggetto prevalentemente botanico (circa 2 650 estratti raccolti in 70 scatole), e 700 estratti e opuscoli del sec. XIX di argomento zoologico, raccolti in circa 20 cartelle dalla sede di Biologia animale. Il fondo è stato oggetto di un riordino ad opera di Beatrice Biagioli nel 2005.

#### Antonio Biondi
L'archivio di Antonio Biondi, pervenuto alla Biblioteca di Botanica tra il 1904 e il 1920, è costituito da buste e pacchi di corrispondenza ricevuta, per la maggior parte dal padre francescano Giuseppe Giraldi i cui viaggi in Cina furono finanziati dallo stesso Biondi, e manoscritti riguardanti i muschi raccolti proprio da padre Giraldi.

#### Antonio Bottini
L'archivio Antonio Bottini è composto da una busta, con annotazione 'lasciate al prof. Alberto Chiarugi nel 1931', contenente lettere, manoscritti e appunti di soggetto botanico.

#### Alberto Chiarugi
Il fondo archivistico Alberto Chiarugi è costituito da pacchi e buste contenenti atti di concorsi universitari, minute di corrispondenza di Chiarugi in veste di direttore dell'Erbario e Museo Coloniale e del Centro di studio per la citogenetica vegetale (ca. 1950-1954) e appunti di soggetto botanico.

#### Adriano Fiori
L'archivio Adriano Fiori è costituito da corrispondenza, appunti di soggetto botanico e manoscritti, alcuni dei quali relativi alla 1. e 2. edizione di Flora analitica d'Italia. Gli originali dell'apparato iconografico di Flora analitica d'Italia, circa 3 900 disegni, sono conservati presso la sezione di Botanica del Museo di storia naturale dell'Università di Firenze.

#### Émile Levier
L'archivio Émile Levier contiene la corrispondenza ricevuta fra il 1870 e il 1910; manoscritti e appunti, anche con disegni e fotografie, in prevalenza su muschi, licheni, tulipani; documenti inerenti a una Commissione internazionale sulla nomenclatura botanica. Il fondo, riordinato nel 2005 dall'archivista Beatrice Biagioli, è inventariato.

#### Ugolino Martelli
Il fondo archivistico Ugolino Martelli comprende buste, scatole, pacchi di corrispondenza ricevuta; taccuini di viaggio; manoscritti di soggetto botanico (fra gli altri Monocotyledones sardoae); disegni e fotografie del genere Pandanus; circa 4 000 estratti contenuti in 95 scatole; circa 400 volumi a stampa di soggetto prevalentemente botanico e fitogeografico (fascia tropicale). Presso la sezione di Botanica del Museo di storia naturale dell'Università di Firenze, oltre che gli erbari, è depositata una raccolta di 530 lastre fotografiche. Il fondo è stato oggetto di un riordino ad opera di Beatrice Biagioli nel 2013.

#### Pier Antonio Micheli
Dell'illustre botanico Pier Antonio Micheli  si conservano nell'archivio 72 manoscritti numerati per un totale di circa 11 000 carte. Un piccolo contingente di questi è autografo; gli altri sono opera di copisti; 1 300 carte circa presentano disegni autografi del Micheli. Si conservano inoltre anche circa 2 500 tavole a colori, attribuite in parte a Chellini e Bonechi.

#### Giovanni Negri
Il fondo archivistico Giovanni Negri, dono degli eredi, comprende scatole, pacchi e alcuni quaderni con lettere di Negri al botanico Mattirolo, 69 taccuini di viaggio, appunti di soggetto botanico, spogli bibliografici e oltre 4.900 estratti, di soggetto botanico.

#### Renato Pampanini
L'archivio Renato Pampanini comprende la corrispondenza ricevuta (circa 40 pacchi e buste; fra i mittenti anche Cesare Battisti), appunti (in particolare sul silfio di Cirenaica e sui licheni) e fotografie in bianco e nero di soggetto botanico

#### Filippo Parlatore
L'archivio Filippo Parlatore è una piccola parte, consistente in 1 busta e 1 album, del più vasto fondo lasciato in dono a Palermo, città natale. Comprende un carteggio con il Ministero dell'Agricoltura (1850-70) e messaggi di condoglianze indirizzate alla vedova. Altro materiale di archivio (1 inserto, 1 volume rilegato e 8 taccuini) è depositato presso la sezione di Botanica del Museo di storia naturale.

#### Giuseppe Raddi
L'acquisizione dei manoscritti di Giuseppe Raddi da parte dell'Istituto botanico di Firenze non ha una datazione di acquisizione e neppure il suo successivo trasferimento presso i locali della Biblioteca di botanica. La donazione probabilmente effettuata da parte degli eredi è forse avvenuta intorno alla metà dell'800 sotto la pressione del granduca, e in concomitanza con l'arrivo a Firenze, come direttore del Museo botanico, di Filippo Parlatore, che rivolse particolare attenzione anche ai fondi manoscritti collegati ai campioni d'erbario. Comprende: corrispondenza, atti e documenti, manoscritti (appunti sui funghi, sulle Pteridophyta e sulla flora brasiliana, scritti di zoologia, memorie dei viaggi effettuati in Brasile ed Egitto).

#### Stephen Sommier
L'archivio appartenuto a Stefano Sommier comprende la corrispondenza ricevuta, 1 taccuino di note di viaggio in Siberia, manoscritti e appunti di studio: in particolare appunti di Un'estate in Siberia, Flora dell'Arcipelago toscano, Flora di Malta. Una parte del fondo è stata oggetto di riordino che ha portato alla redazione di un inventario.

#### Società botanica fiorentina
Della Società botanica fiorentina, sorta nel 1716 su impulso di Pier Antonio Micheli, sono conservati due volumi rilegati contenenti i diari della stessa dal 1718 al 1774 (474 carte nel primo volume), documenti, dissertazioni, lettere e bilanci per gli anni 1724-1774 (811 carte nel secondo volume).

#### Philip Barker Webb
Lascito di Philip Barker Webb al Museo storia naturale dell'Università di Firenze insieme a una rendita che avrebbe dovuto garantire l'incremento degli erbari secchi e della biblioteca l'archivio è pervenuto alla biblioteca nel 1906. Consta di una biblioteca botanica composta da oltre 5 000 volumi e altrettanti opuscoli e estratti, ricchissima di flore regionali, diari botanici, resoconti di viaggi, e con anche 7 pacchi (etichettati 'autographes') di corrispondenza ricevuta da Webb, ordinata per mittente. Il fondo è stato riordinato e inventariato dall'archivista Beatrice Biagioli nel corso del 2006.

### Archivi di Geominerologia

#### Carlo Ippolito Migliorini
Il fondo comprende 4 buste, 1 pacco e 1 scatola di documenti (anni 1911-1950) lasciati alla Biblioteca dai colleghi geologi di Carlo Ippolito Migliorini alla sua scomparsa. Il materiale comprende quaderni di lavoro, corrispondenza, rapporti e appunti su missioni cui ha partecipato o che ha diretto, bozze di relazioni, materiale relativo a convegni, raccolte di numeri di rivista e giornali, disegni cartografici.

### Archivi di Matematica

#### Ulisse Dini
Di Ulisse Dini, matematico e senatore del Regno, la Biblioteca conserva carte autografe donate da Giovanni Sansone negli anni '60-'70 del XX secolo. Le carte gli furono affidate dal nipote di Dini, il medico e industriale Gian Franco Koristka (terzo figlio di Francesco Koristka), per la preparazione del volume cui Sansone stava lavorando per conto dell'Unione matematica italiana. Sono conservati anche 350 volumi, facenti parte della sua biblioteca privata, acquistata dallo stesso Sansone nel 1927.

#### Domenico Montesano
L'archivio Domenico Montesano, allievo di Luigi Cremona, docente universitario prima all'Università di Bologna, poi di Napoli, è composto dall'epistolario con circa 50 corrispondenti, donato dal figlio Roberto.

#### Angiolo Procissi
Di Angiolo Procissi, docente ma anche cultore di storia della matematica, la Biblioteca di matematica possiede dal 1988 sia un consistente fondo librario che numerose carte, parzialmente analizzate. Si tratta di materiale preparatorio per pubblicazioni, appunti, fotocopie, ritagli stampa, trascrizioni e di circa 126 buste di miscellanea. Il materiale si deve alla donazione effettuata, dopo la morte di Procissi, dalla vedova, Sig.ra Anna Camagna. Il fondo librario collegato è formato da 2 202 volumi e contiene al suo interno numerosi volumi con ex libris di Giovanni Sansone o dediche a quest'ultimo.

#### Giovanni Sansone
Giovanni Sansone è considerato "padre" della Biblioteca di matematica oltre che dell'Istituto "Ulisse Dini".  Con minuziosa cura ha gestito la parte storica della collezione, accrescendo la raccolta con l'acquisto dei libri di Ulisse Dini, con una oculata politica di acquisti e cambi, e con preziose donazioni quali Finaly e Toya. Di Sansone si conservano, oltre ad una consistente miscellanea (costituita da oltre 10 000 opuscoli ed estratti ordinati in ordine alfabetico per autore), i documenti, oggetto di una prima sistemazione nel 2011 che ha prodotto un primo elenco di consistenza.

#### Gabriele Torelli
Nell'archivio Gabriele Torelli è conservato il carteggio: 132 documenti (1863-1929), donati dalla figlia Beatrice dopo la sua morte.

### Archivi del Polo scientifico

#### Archivio Michele Della Corte
L'archivio Michele Della Corte, docente dell'Università fiorentina, comprende due nuclei di corrispondenza e una serie di appunti, calcoli e misurazioni. Il primo nucleo (1918-1924) include corrispondenza di Rita Brunetti, assistente ad Arcetri in quegli anni alla cattedra di Fisica sperimentale. Il secondo, più recente (1945-1949), è costituito invece di corrispondenza inviata a Della Corte. Nel 2013 si sono aggiunti al carteggio anche 43 volumi a stampa (XIX-XX sec.) a lui appartenuti.

#### Fondo archivistico Adolfo Targioni Tozzetti
Il fondo, smembrato nel corso del XX sec. risulta complementare a quello omonimo, conservato presso la Biblioteca Nazionale Centrale di Firenze e comprende carteggi, documenti, scritture diverse riguardanti la famiglia Targioni Tozzetti e i suoi membri, per un totale di circa 150 scatole, cartelle e pacchi di documenti. Il donatore, Adolfo Targioni Tozzetti, diresse la cattedra di Materie zoologiche presso l'Istituto di studi superiori di Firenze e fu il fondatore della Società entomologica italiana e della Stazione di entomologia agraria (1875). Il fondo archivistico è strettamente collegato con l’omonimo fondo librario, assieme al quale è confluito nel patrimonio della Biblioteca del Polo Scientifico.